# Caverna Tischofer
A Caverna Tischofer é uma caverna no vale Kaisertal nos montes do Kaiser, na Áustria. Foi um local de encontro importante localmente e esconderijo de armas durante a Rebelião Tirolesa nas Guerras Napoleônicas. A caverna de aproximadamente 40 metros de comprimento, que tem cerca de 8,5 metros de altura na entrada, foi ocupada por ursos das cavernas e outros predadores como abrigo durante o Paleolítico, como evidenciado por numerosos restos de esqueletos escavados. Ferramentas ósseas de habitantes paleo-humanos feitas de ossos e crânios de urso da caverna descobertos aqui e datados de cerca de 27 000 a 28 000 anos atrás podem ser vistas no museu de história local na fortaleza de Kufstein. Essa datação torna a Caverna Tischofer o mais antigo local conhecido de ocupação humana no Tirol.